# Popovići (Konavle)
Popovići falu Horvátországban, Dubrovnik-Neretva megyében. Közigazgatásilag Konavle községhez tartozik.

## Fekvése
A Dubrovnik városától légvonalban 23, közúton 27 km-re délkeletre, községközpontjától légvonalban 10, közúton 12 km-re délkeletre, a Konavlei mezőtől és az Adria-parti főúttól délre, Čilipi és Radovčići között fekszik. A tengerpart távolsága mindössze 3 km.

## Története
A régészeti leletek tanúsága szerint Popovići területe már ősidők óta lakott. Első ismert lakói az illírek voltak, akik magaslatokon épített erődített településeken éltek és kőből rakott halomsírokba temetkeztek. Erődített településük maradványai megtalálható Popovići határában is a Gradina nevű magaslaton. Egy halomsír maradványai is megtalálhatók a település területén. A rómaiak az i. e. 2. században győzték le az illíreket és Epidaurum központtal e területet is a birodalomhoz csatolták. A római hatalmat a népvándorlás vihara rengette meg. A Nyugatrómai Birodalom bukása után a keleti gótok özönlötték el a térséget, őket 537-től 1205-ig kisebb megszakításokkal a bizánciak követték. A 7. században avarok és a kíséretükben érkezett szlávok, a mai horvátok ősei árasztották el a területet. A várakat lerombolták és az ellenálló lakosságot leöldösték. Így semmisült meg a mindaddig fennálló Epidaurum. A túlélő lakosság előbb az északnyugatra fekvő Župára, majd Raguzába menekült. 
A település a középkorban is folyamatosan lakott volt. Területe a 9. és 11. század között Travunja része volt, mely Dél-Dalmácián kívül magában foglalta a mai Hercegovina keleti részét és Montenegró kis részét is. Travunja sokáig a szerb, a zétai és bosnyák uralkodók függőségébe tartozó terület volt. A Raguzai Köztársaság Konavle nyugati részével együtt 1426-ban vásárolta meg bosnyák urától a Pavlović családtól.. 
Az 1806-ban a Konavléra rátörő orosz és montenegrói sereg a település házait is kifosztotta, közülük sokat fel is gyújtottak. A köztársaság bukása után 1808-ban Dalmáciával együtt ez a térség is a köztársaságot legyőző franciák uralma alá került, de Napóleon bukása után 1815-ben a berlini kongresszus Dalmáciával együtt a Habsburgoknak ítélte. 1857-ben 317, 1910-ben 334 lakosa volt. 1918-ban az új szerb-horvát-szlovén állam, majd később Jugoszlávia része lett. A délszláv háború idején 1991 októberében a jugoszláv hadsereg, valamint szerb és montenegrói szabadcsapatok foglalták el a települést, melyet kifosztottak és felégettek. A lakosság nagy része a jól védhető Dubrovnikba menekült és csak 1992 októberének végén térhetett vissza. A háború után rögtön megindult az újjáépítés. A településnek 2011-ben 236 lakosa volt. Lakói főként mezőgazdasággal és turizmussal foglalkoztak. 

## Népesség
| Lakosság változása | Lakosság változása | Lakosság változása | Lakosság változása | Lakosság változása | Lakosság változása | Lakosság változása | Lakosság változása | Lakosság változása | Lakosság változása | Lakosság változása | Lakosság változása | Lakosság változása | Lakosság változása | Lakosság változása | Lakosság változása |
| ------------------ | ------------------ | ------------------ | ------------------ | ------------------ | ------------------ | ------------------ | ------------------ | ------------------ | ------------------ | ------------------ | ------------------ | ------------------ | ------------------ | ------------------ | ------------------ |
| 1857               | 1869               | 1880               | 1890               | 1900               | 1910               | 1921               | 1931               | 1948               | 1953               | 1961               | 1971               | 1981               | 1991               | 2001               | 2011               |
| 317                | 323                | 317                | 331                | 363                | 334                | 348                | 342                | 326                | 309                | 297                | 325                | 294                | 296                | 249                | 236                |

## Nevezetességei
- A Gyógyító Boldogasszony tiszteletére szentelt templomát Luka Klaić kapitány jóvoltából és anyagi támogatásával a Kosovijenac nevű magaslaton építették. Az alapkövet 1818. április 6-án rakta le Petar Medini plébános. A templom gondozója a Klaić család volt, ennek köszönhetően ma is jó állapotban áll.

- A Sarlós Boldogasszony templom a 17. században épült barokk stílusban. 1829-ben megújították, 1998-ban bővítették..

- A Đurđevo-hegyen a temetőben álló Szent György kápolna a 13./14. századból származik. Mai formáját a 18. századi átépítés után nyerte, míg előcsarnokát a 19. században építették.

- Ókori vármaradványok a Gradinán

- Ókori halomsír

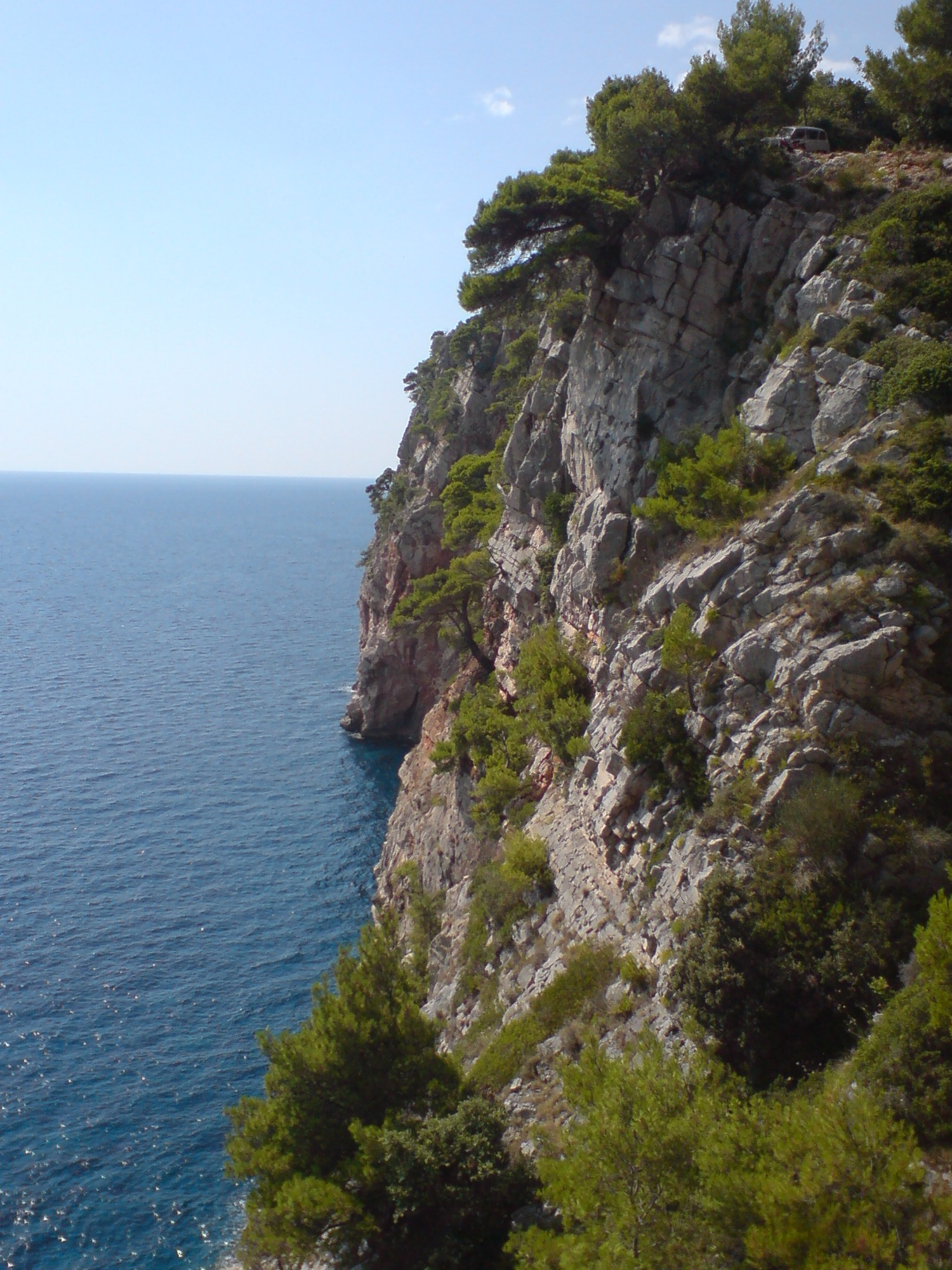
Hatalmas tengerparti sziklák Pasjačánál, Popovići közelében

- A Pasjaća strand közelében a tengerparti sziklák magassága helyenként a 300 métert is eléri.